# Núria Sebastián
Núria Sebastián és catedràtica de psicologia de la Universitat Pompeu Fabra. Doctora en psicologia experimental per la Universitat de Barcelona, va fer la formació post-doctoral a l'Institut Max Planck (Múnic) i al CNRS (París). El 1988 es va incorporar com a professora a la Universitat de Barcelona, fins al 2009, any en què es va incorporar a la Unitat de Cognició i Cervell, la Universitat Pompeu Fabra, a on dirigeix el grup de recerca SAP (Speech Acquisition and Processing). La seva recerca se centra en el procés d'aprenentatge de llengües, especialment en les poblacions bilingües. Ha estat investigadora convidada en diversos centres de recerca, com ara la Universitat de Pennsilvània, l'University College a Londres i la Universitat de Chicago. Ha estat reconeguda internacionalment amb el premi de la Fundació James S. McDonnell i va impartir les prestigioses «Nijmegen Lectures» el 2005. El 2009 i el 2014 va obtenir el premi Acadèmia de la ICREA i el 2012, la medalla Narcís Monturiol com a reconeixement de la seva contribució científica. Ha estat presidenta de la Societat Europea de Psicologia Cognitiva i és vicepresidenta del Consell Europeu de Recerca.

## [3]Referències
1. ↑  Núria Sebastián Arxivat 2015-02-01 a Wayback Machine., Web del CCCB (CC-BY-SA via OTRS)
2. ↑  «SEBASTIAN GALLES Núria | ERC: European Research Council» (en anglès), 31-01-2013. Arxivat de l'original el 2015-09-18. [Consulta: 10 febrer 2017].
3. ↑  «L'entrevista: Núria Sebastian Galles | ERC: European Research Council» (en anglès), 14-04-2014. Arxivat de l'original el 2017-02-11. [Consulta: 10 febrer 2017].